# Macrotarsipus similis
Macrotarsipus similis is een vlinder uit de familie wespvlinders (Sesiidae), onderfamilie Sesiinae.
Macrotarsipus similis is voor het eerst wetenschappelijk beschreven door Arita & Gorbunov in 1995. De soort komt voor in het Oriëntaals gebied.